# René Sack
René Sack (* 14. Juli 1976) ist ein ehemaliger deutscher Kugelstoßer und jetziger Leichtathletiktrainer. Er konnte einmal die deutsche Hallenmeisterschaft im Kugelstoßen gewinnen. 

## Sportlerkarriere
Nachdem er an eine Kinder- und Jugendsportschule in Berlin gegangen war, wechselte er 1990 an das Sportgymnasium Leipzig.
Bei den deutschen Hallenmeisterschaften 2001 in der Helmut-Körnig-Halle in Dortmund gewann er seine erste und einzige deutsche Meisterschaft im Kugelstoßen mit einer Weite von 19,39 Meter. Ein Jahr später gewann er bei den deutschen Freiluft-Meisterschaften 2002 im Bochumer Stadtteil Wattenscheid hinter Ralf Bartels und Andy Dittmar die Bronzemedaille. Bei den deutschen Meisterschaften 2003 sicherte er sich mit einer Weite von 19,75 Meter die Silbermedaille hinter Ralf Bartels.
Aufgrund einer Fußverletzung beendete René Sack seine aktive Karriere im Jahr 2005.

## Trainerkarriere
Zwischen 1999 und 2006 studierte er an der Universität Leipzig Sportwissenschaften und schloss das Studium als Diplom-Sportlehrer ab. Heutzutage arbeitet er als Trainer bei den Halleschen Leichtathletik-Freunden und zu seinen Schützlingen gehört zum Beispiel die Kugelstoßerin Sara Gambetta vom SV Halle. Zudem trainiert er auch die Diskuswerferin Nadine Müller vom SV Halle und die Hammerwerferin Susen Küster vom TSV Bayer 04 Leverkusen.

## Familiäres
Sein jüngerer Bruder Peter Sack ist ebenfalls ein ehemaliger Kugelstoßer und nahm zwei Mal an Olympischen Sommerspielen teil.